# Cancer contagieux

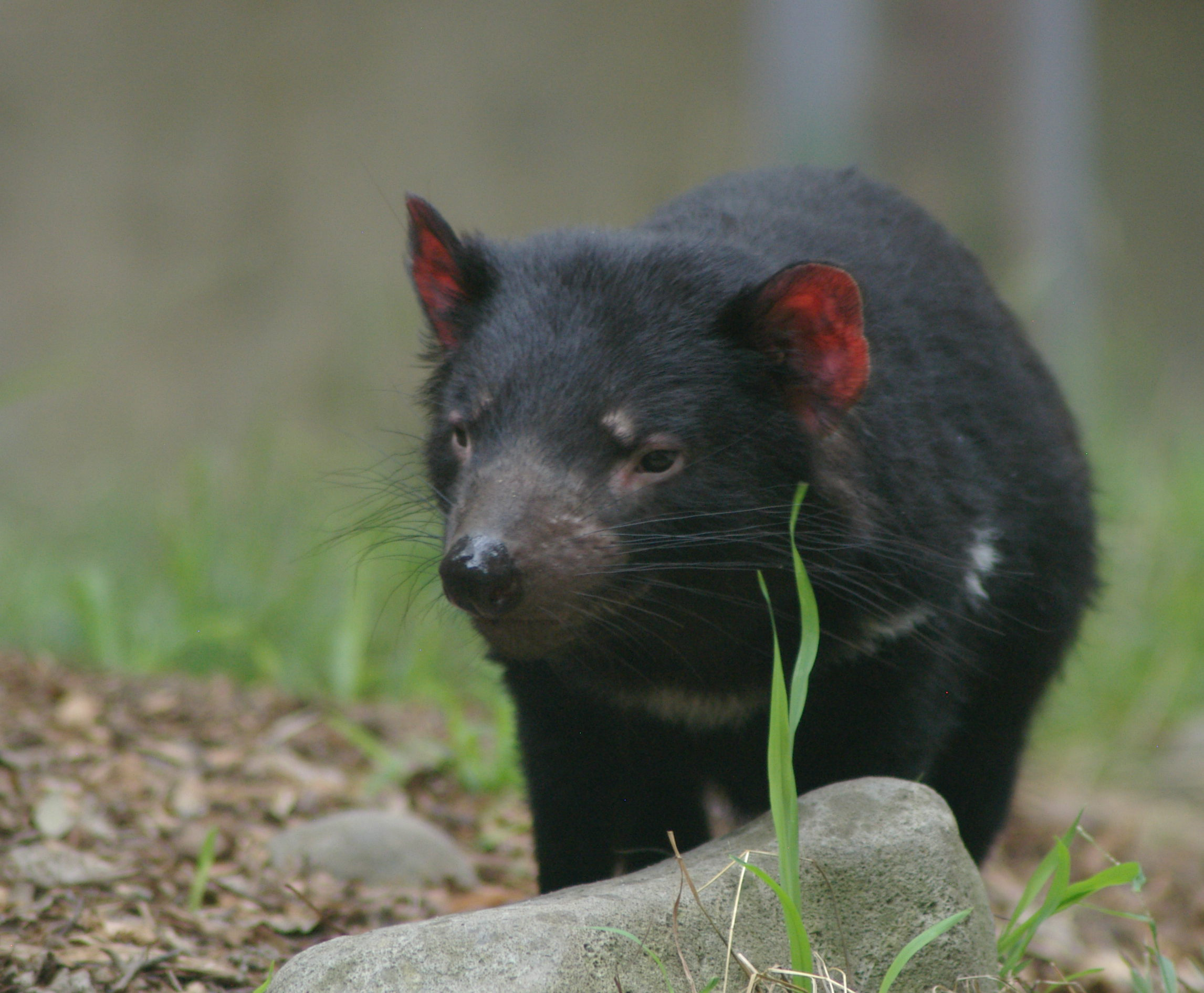
Le Diable de Tasmanie est particulièrement sujet aux cancers contagieux qui déciment sa population (baisse de 70 % depuis 1996). Si aucun traitement n'est trouvé, l'espèce s'éteindra dans la nature avant 2035.

Un cancer contagieux ou cancer à transmission clonale est une cellule cancéreuse ou un groupe de cellules cancéreuses pouvant être transférées d'un individu à un autre sans l'intervention d'un agent infectieux (comme dans le cas des oncovirus),. Ces cancers demeurent très rares, mais sont néanmoins présents naturellement chez plusieurs espèces animales. Ces cancers sont rarissimes chez l'homme (où seuls quelques cas isolés ont été identifiés) mais posent un problème majeur chez les diables de Tasmanie, touchant plus de 80 % de la population et menaçant la survie de l'espèce.

## Chez l'homme

### Transferts entre humains
À ce jour aucun cancer contagieux entre humains n'a été identifié. Des cas de transferts de cancers ont cependant été documentés.

#### Maladie de Kaposi

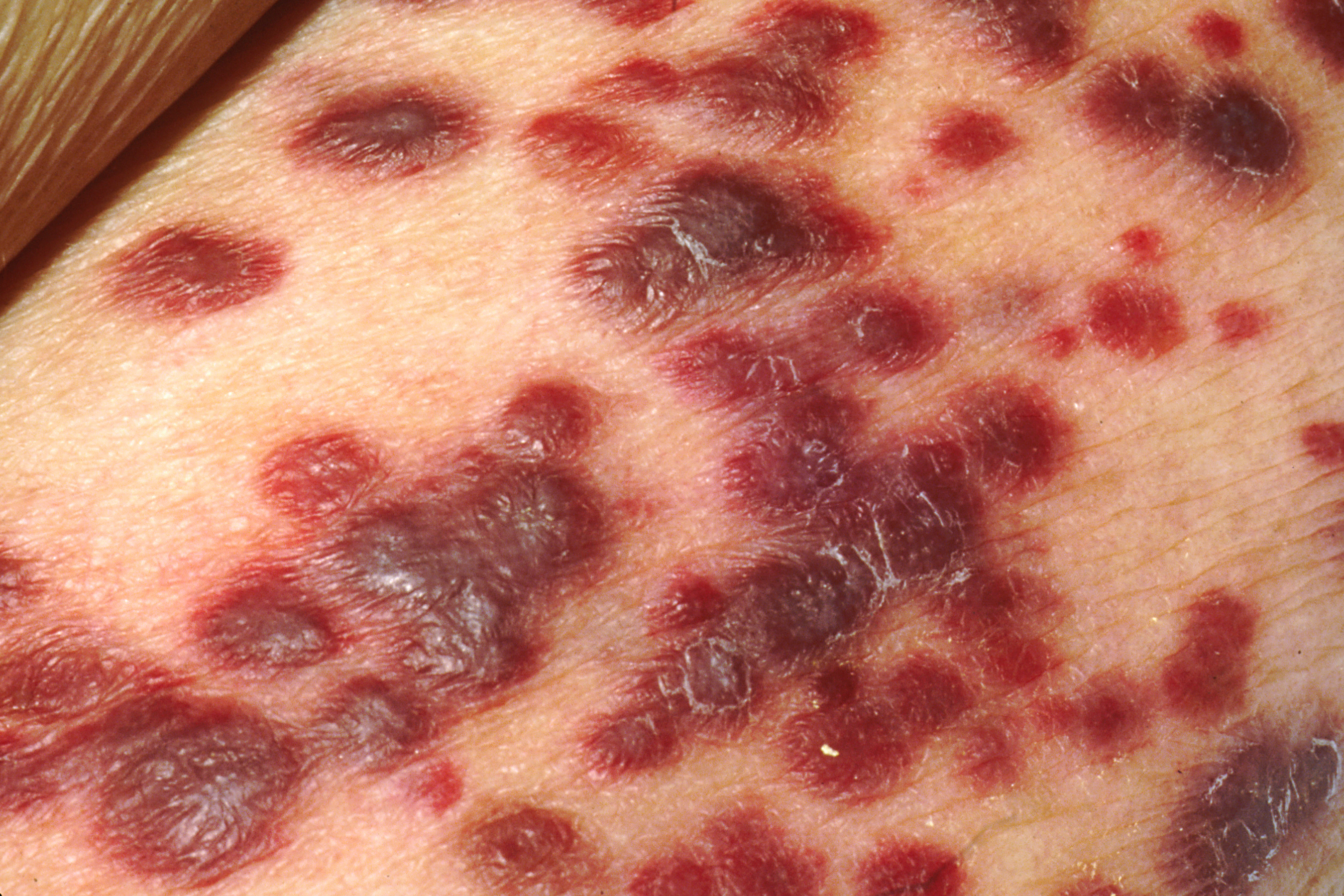
Sarcome de Kaposi

Chez l'homme, une fraction importante du sarcome lié à la maladie de Kaposi survenant après une transplantation peut être due à une excroissance tumorale des cellules du donneur. Bien que le sarcome de Kaposi soit causé par un virus (l'Herpèsvirus humain type 8), dans le cas décrit précédemment, il semble probable que la transmission de cellules tumorales infectées par le virus - plutôt que le virus lui-même - ait provoqué les tumeurs chez les receveurs de greffe.

#### Transfert par greffe d'organe
En 2007, quatre personnes (3 femmes et 1 homme) reçoivent des greffes d'organes différents (foie, poumons et reins) d'une femme de 53 ans récemment décédée d'une hémorragie cérébrale. Avant la transplantation, la donneuse d'organe n'avait présenté aucun signe de cancer durant son examen médical. Plus tard, les receveurs d'organes développèrent des cancer du sein métastatique à partir des organes. Trois d'entre eux décèdent de leur cancer entre 2009 et 2017.

#### Transfert par blessure
Dans les années 1990, un sarcome pléomorphe indifférencié est transmis d'un patient à un chirurgien lorsque ce dernier se blesse à la main lors d'une opération. En l'espace de cinq mois, une tumeur se développe sur sa main. Elle sera retirée avec succès.

### Transferts de cancer entre humains et animaux

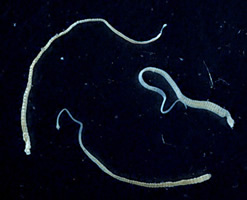
Ténia nain

En 2014, la transmission du cancer d'un parasite à son hôte est documentée chez un homme de 41 ans en Colombie. L'homme possédait un système immunitaire affaibli à la suite d'une infection du VIH. Les examens ont démontré que les cellules tumorales de l'homme provenaient d'un ténia nain, Hymenolepis nana.
En 1986, une employée de laboratoire se blesse accidentellement avec les aiguilles qu'elle utilisait pour injecter des cellules cancéreuses à des souris. En deux semaines, elle développe une petite tumeur sur sa main.

## Chez l'animal
Des cancers contagieux sont connus chez les chiens, les diables de Tasmanie, les hamsters dorés et certains bivalves marins, notamment les palourdes. Ces cancers ont un génome relativement stable lors de leur transmission. Des études récentes ont testé si d'autres cancers très répandus, tels que les carcinomes urogénitaux chez les otaries de Californie, pouvaient également être contagieux mais jusqu'à présent, aucune preuve appuyant cette hypothèse n'ont été avancées.
Les cancers à transmission clonale (causés par un clone de cellules malignes plutôt qu'un virus) sont extrêmement rares et peu d'exemples sont connus. L'évolution d'un cancer transmissible est peu probable, car le clone doit être adapté pour survivre à une transmission physique de cellules vivantes entre hôtes, et doit pouvoir survivre dans l'environnement du système immunitaire d'un nouvel hôte. Les animaux qui ont subi des goulets d'étranglement de population peuvent être plus à risque de contracter des cancers transmissibles. Du fait de leur transmission, on a d'abord pensé que ces maladies étaient causées par la transmission d'oncovirus, à la manière du cancer du col de l'utérus causé par la papillomavirus humain. En réalité, la tumeur vénérienne transmissible canine (CTVT) parvient à atténuer l'expression de la réponse immunitaire, tandis que les cancers transmissibles du hamster doré se propagent en raison de leur manque de diversité génétique.

### Chez le chien (tumeur vénérienne transmissible canine)
La tumeur vénérienne transmissible canine (CTVT) est un cancer sexuellement transmissible chez le chien. Il est décrit pour la première fois par un vétérinaire praticien de Londres en 1810. Il est expérimentalement transplanté entre chiens en 1876 par M.A. Novinsky (1841–1914). Un seul clone malin de cellules de CTVT a colonisé des chiens dans le monde entier, représentant la plus ancienne lignée cellulaire maligne connue en propagation continue, un fait qui a été découvert en 2006. Les chercheurs en ont déduit que le CTVT avait subi 2 millions de mutations pour atteindre son état réel et en ont déduit qu'il avait commencé à se développer chez les anciennes espèces de chiens il y a 11 000 ans.

### Chez le diable de Tasmanie (Tumeur faciale transmissible du Diable)

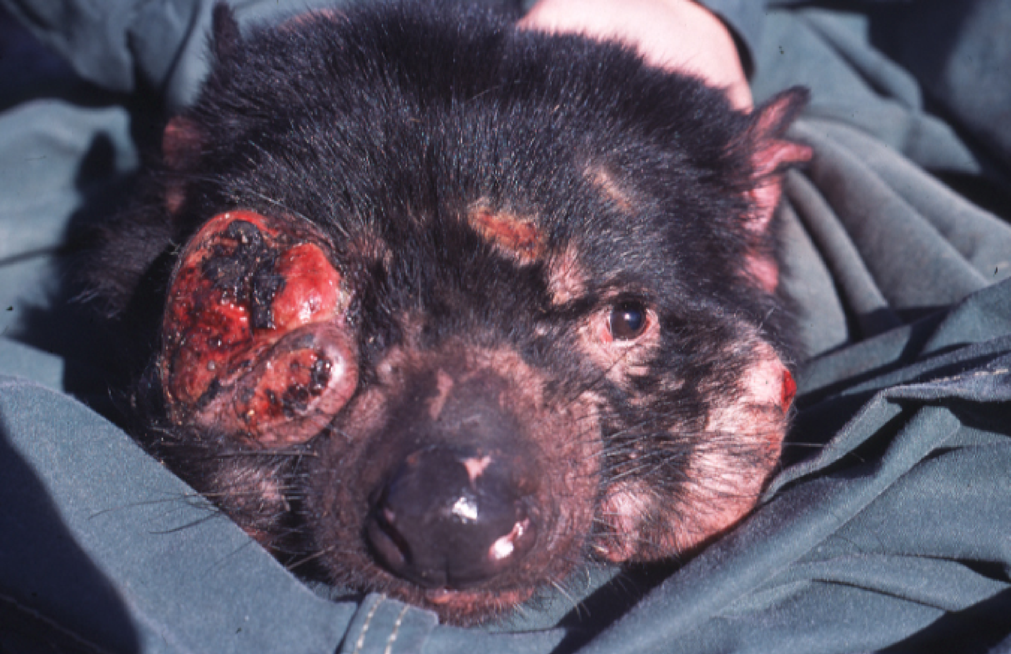
Tumeur faciale transmissible du Diable de Tasmanie. En 2010, elle avait atteint 80 % de la population, tuant les individus en 12 à 18 mois.

La tumeur faciale transmissible du Diable de Tasmanie (DFTD) est un cancer parasitaire transmissible du diable de Tasmanie. Depuis sa découverte en 1996, le DFTD s'est propagé jusqu'à infecter 4/5 de tous les diables de Tasmanie, les menaçant d'extinction. Un nouveau cancer de type tumoral DFTD a récemment été découvert sur 5 diables de Tasmanie (DFT2), histologiquement différent de DFT1, laissant croire aux chercheurs que le diable de Tasmanie « est particulièrement sujet à l'émergence de cancers transmissibles ».

### Chez les mollusques
Chez les palourdes comme Mya arenaria, une tumeur du système hémolymphatique est documentée (une forme de leucémie),. Les cellules cancéreuses ont infecté des lits de palourdes à des centaines de kilomètres les unes des autres, faisant de ce cancer transmissible le seul qui ne nécessite pas de contact pour se transmettre. Des cancers à transmission horizontale (entre deux individus non-parents) ont également été découverts chez trois autres espèces de bivalves marins : Mytilus trossulus, Cerastoderma edule et les palourdes dorées (Politetapes aureus). Des études ont montré que le cancer de la palourde dorée avait été transmis par une autre espèce:Venerupis corrugata,.

### Chez le hamster doré
Le sarcome contagieux à cellules réticulaires du hamster doré peut être transmis d'un hamster à un autre par divers mécanismes. Il a été observé qu'il se propageait au sein d'une population de laboratoire, vraisemblablement par le rongement de tumeurs et le cannibalisme. Il peut aussi se transmettre par la piqûre du moustique Aedes aegypti.